# Slingbox

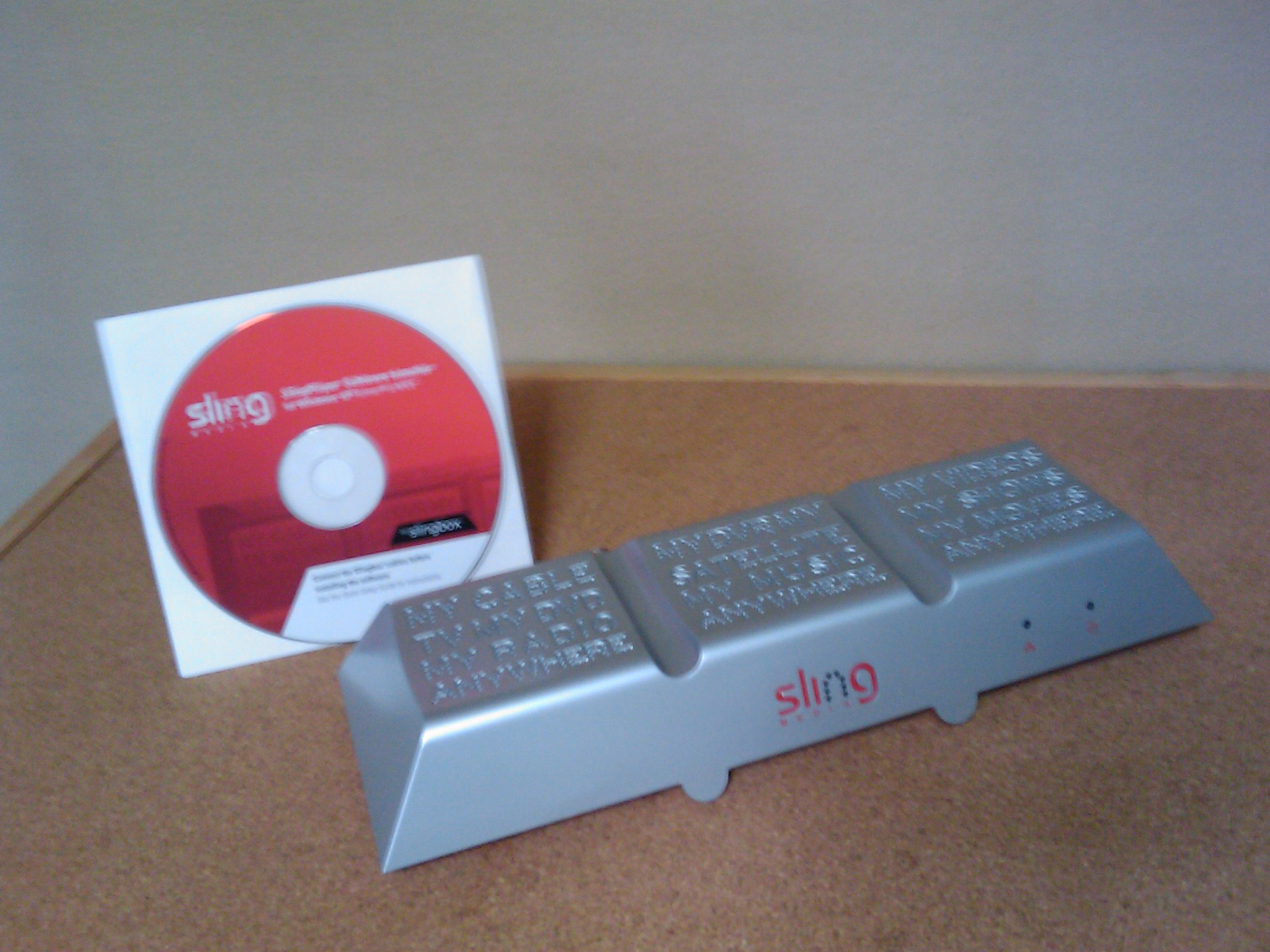
Slingbox SB100-120

Slingbox（スリングボックス）とは、アメリカのSling Mediaが販売していた製品。家庭等で受信したテレビ等の映像信号をLANないしはインターネット経由で視聴するための機器であった。

## 概要
2004年にSling Mediaが設立され、2005年にSlingboxの販売が開始された。なお、Sling Mediaの親会社であったディッシュ・ネットワークが2015年にサービスを開始した有料のテレビ配信プラットフォームであるSling TVとは無関係である。
この製品は、映像信号をWindows Media Video（WMV）形式またはH.264形式にリアルタイムで変換し、IP（Internet Protocol）パケットとして送信することで、インターネットを介したテレビ視聴を可能にしていた。Slingboxへの接続は1台あたり1ユーザーのみに制限されており、複数での同時視聴はできなかった。
類似の製品としては国産のソニー製のロケーションフリーシリーズやアメリカのMonsoon Multimediaの「VULKANO（ボルカノ）」シリーズがあった。
日本国内では輸入代理店を伊藤忠商事、販売元をアイ・オー・データ機器として、現在の「Slingbox Classic」にあたる製品を販売していた。その後、日本では後継機種が販売されずアメリカから非正規輸入で販売を行う業者が存在するのみであったが、2011年2月11日に「Slingbox PRO-HD」がイーフロンティアより発売された（尚、アイ・オー・データ機器はその後2011年に直販Webサイト「アイオープラザ」で類似商品の「VULKANO FLOW」の取り扱いを始めた）。その後、小型化された「Slingbox 350」が2013年3月より販売開始された（「Slingbox PRO-HD」はその後販売終了）。さらに小型化された「Slingbox M1」が2015年4月より販売開始（その後「Slingbox 350」は販売終了）。
2020年11月9日をもって製品の販売は終了し、2022年11月9日をもってサービスを終了した。

## 使用方法
Slingboxにチューナーやレコーダー等の外部機器とLANケーブルを接続する。外部機器については赤外線機能が付いており、レコーダー等のリモートコントロールが可能。また、赤外線受信機能のある機種では、外部機器が未対応機器であっても学習リモコン機能にて利用可能であった。赤外線受信機能がない機種の場合は学習リモコン機能が使えないため、対応機器以外は利用できない。Slingboxからの映像はSlingPlayerをインストールしたPCやSlingCatcher等を利用して受信する。
日本のテレビ放送を視聴する場合、アナログ放送はアメリカと同じNTSC方式であった事からSlingbox単体でも使用可能であったが、全機種とも日本のデジタル放送には対応していないため、別途デジタルチューナーが必要となっていた。

## SlingPlayer（提供終了）
SlingPlayerはSlingboxからの映像を受信するソフトウェアで、PC（Win/Mac）、iOS、Androidなど多数のOSに対応。PC向けのプレイヤーは無料で、公式ホームページで公開されているインストール型の専用アプリ（Slingbox M1専用）とウェブブラウザにプラグインをインストールして利用するものがあり、状況により広告が表示される場合があった。モバイル向けのプレイヤーは、各OSのストアからダウンロード可能となっており、広告の表示される無料版と広告が表示されない有料版がある。なお、PC向けのプレイヤーはHD画質まで対応しているが、モバイル向けのプレイヤーは対応していない。また、端末・回線等の状況によりHD画質を含めた高画質映像で視聴できない場合や、視聴自体ができない場合があった。

## SlingCatcher（生産終了）
SlingCatcherはSlingboxから送られた映像をテレビに出力する機器であり、利用方法はロケーションフリーのTVボックスとほぼ同じでリモコンを使って操作する。HDTV画質でのストリーミングが可能であった。
なお、SlingCatcherは生産終了となったが、SlingCatcherと同等の機能を搭載した製品が他社から発売されていた。

## ラインナップ

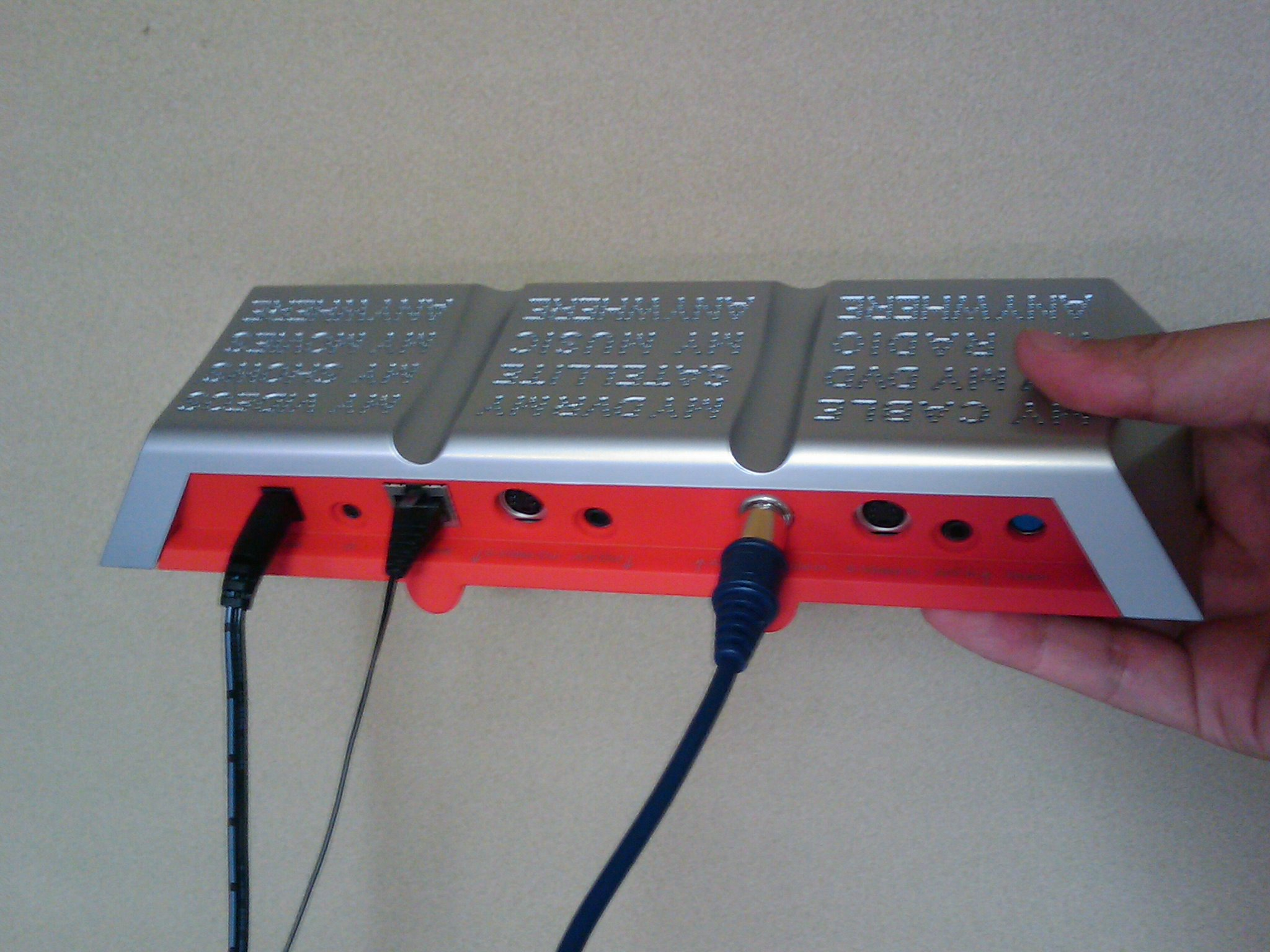
SB100-120背面

いずれも生産終了。
- Slingbox Classic

日本国内では「SB100-120」という型番で販売されていた。アナログTVチューナーを内蔵しており、本機に接続したLANケーブルをルーターに接続する事により家庭内のネットワークに接続されたPCでTV等の視聴が可能であった。視聴ソフトは複数台にインストール可能であるが同時に見る事が出来るのは1台のみ。外出先から遠隔視聴も可能であったが、ルータやモデム等によってはポート開放やブリッジ接続への変更が必要な場合もあった。
- Slingbox AV （生産終了）
- Slingbox SOLO
- Slingbox PRO-HD

Classicより性能が向上しており、Full HD（1080i）まで対応したコンポーネント入力機器1系統（D端子からコンポーネント端子への変換ケーブルが付属）とSD画質1系統（S端子またはコンポジット）の2系統の入力が可能。
- SlingCatcher
- Slingbox 350

PRO-HDよりも小型化されて販売価格が安くなった。日本国内では2013年3月より発売開始。
- Slingbox 500

HDMI入力に対応。ただしHDCPには非対応のため、HDCPコンテンツについてはコンポーネント入力による必要があった。
- Slingbox M1

有線LAN接続に加えてWi-Fi接続にも対応。従来はPCが必要であった初期設定がモバイルアプリからも可能となった。HDMI入力には非対応であったが、日本の総代理店が用意した「Slingbox M1 HDMI SET」には、本体に加えてHDMIコンバーター（HDMI映像をコンポーネント映像へ変換する機器）が付属しており、このコンバータを使用する事によりHDMI入力に対応可能となっていた。